# Andreea Ogrăzeanu
Andreea Ogrăzeanu (* 24. März 1990 in Alexandria) ist eine rumänische Sprinterin, die ihre internationale Karriere bei den Leichtathletik-Jugendweltmeisterschaften 2005 begann. Bei den Olympischen Spielen 2012 wurde sie mit einer Zeit von 11,44 s über 100 Meter die 38. Bei der Leichtathletik-U23-Europameisterschaften 2011 (100 m) und den Leichtathletik-Junioreneuropameisterschaften 2009 (200 m) gewann sie jeweils den ersten Platz. Ihre persönliche Bestzeit über 100 Meter ist 11,32 s. Im Jahr 2017 wurde sie wegen eines positiven Doping-Tests auf Trimetazidin über vier Jahre für Wettkämpfe gesperrt. Die Sperre trat am 18. Februar in kraft und gilt entsprechend bis zum 17. Februar 2021.

## Leben
Andreea Ogrăzeanu ist 1,78 m groß und hatte ein Wettkampfgewicht von etwa 62 kg. Im Jahr 2015 war sie Studentin der Sportwissenschaften an der Universität Craiova.

## Wettkämpfe
| Jahr | Wettbewerb                                   | Ort                            | Platzierung | Disziplin | Zeit    |
| ---- | -------------------------------------------- | ------------------------------ | ----------- | --------- | ------- |
| 2005 | Leichtathletik-Jugendweltmeisterschaften     | Marrakesch, Marokko            | 34.         | 100 m     | 12,09   |
| 2006 | Leichtathletik-Juniorenweltmeisterschaften   | Peking, China                  | 38.         | 100 m     | 12,00   |
| 2006 | Leichtathletik-Juniorenweltmeisterschaften   | Peking, China                  | 42.         | 200 m     | 25,05   |
| 2007 | Leichtathletik-Jugendweltmeisterschaften     | Ostrava, Tschechien            | 5.          | 100 m     | 11,80   |
| 2007 | Leichtathletik-Jugendweltmeisterschaften     | Ostrava, Tschechien            | 15.         | 200 m     | 24,49   |
| 2007 | Leichtathletik-Junioreneuropameisterschaften | Hengelo, Niederlande           | 15.         | 100 m     | 11,94   |
| 2008 | Leichtathletik-Juniorenweltmeisterschaften   | Bydgoszcz, Polen               | 6.          | 100 m     | 11,67   |
| 2008 | Leichtathletik-Juniorenweltmeisterschaften   | Bydgoszcz, Polen               | 14.         | 200 m     | 24,00   |
| 2008 | Leichtathletik-Juniorenweltmeisterschaften   | Bydgoszcz, Polen               | 11.         | 4 × 400 m | 3:31,39 |
| 2009 | Leichtathletik-Junioreneuropameisterschaften | Novi Sad, Serbien              | 3.          | 100 m     | 11,47   |
| 2009 | Leichtathletik-Junioreneuropameisterschaften | Novi Sad, Serbien              | 1.          | 200 m     | 23,70   |
| 2009 | Leichtathletik-Weltmeisterschaften           | Berlin, Deutschland            | 27.         | 200 m     | 23,42   |
| 2010 | Leichtathletik-Europameisterschaften         | Barcelona, Spanien             | 25.         | 100 m     | 11,78   |
| 2010 | Leichtathletik-Europameisterschaften         | Barcelona, Spanien             | 19.         | 200 m     | 23,89   |
| 2011 | Sommer-Universiade                           | Shenzhen, China                | 6.          | 100 m     | 11,49   |
| 2011 | Leichtathletik-Weltmeisterschaften           | Daegu, Südkorea                | 32.         | 100 m     | 11,46   |
| 2011 | Leichtathletik-U23-Europameisterschaften     | Ostrava, Tschechien            | 1.          | 100 m     | 11,65   |
| 2012 | Olympische Sommerspiele                      | London, Vereinigtes Königreich | 38.         | 100 m     | 11,44   |
| 2012 | Olympische Sommerspiele                      | London, Vereinigtes Königreich | 37.         | 200 m     | 23,46   |
| 2012 | Leichtathletik-Europameisterschaften         | Helsinki, Finnland             | 17.         | 100 m     | 11,55   |
| 2013 | Sommer-Universiade                           | Kasan, Russland                | 3.          | 100 m     | 11,41   |
| 2013 | Sommer-Universiade                           | Kasan, Russland                | 3.          | 200 m     | 23,10   |
| 2013 | Spiele der Frankophonie                      | Nizza, Frankreich              | 2.          | 100 m     | 11,72   |
| 2014 | Leichtathletik-Europameisterschaften         | Zürich, Schweiz                | 13.         | 100 m     | 11,39   |
| 2014 | Leichtathletik-Europameisterschaften         | Zürich, Schweiz                | 20.         | 200 m     | 23,64   |
| 2015 | Sommer-Universiade                           | Gwangju, Südkorea              | 17.         | 100 m     | 11,79   |
| 2015 | Sommer-Universiade                           | Gwangju, Südkorea              | 20.         | 200 m     | 24,45   |
| 2016 | Leichtathletik-Europameisterschaften         | Amsterdam, Niederlande         | 19.         | 100 m     | 11,73   |